# 硤合憲三
硤合 憲三（そあい けんそう、1950年5月3日 - ）は、日本の有機化学者。学位は、理学博士（東京大学・1979年）。東京理科大学理学部第一部応用化学科教授を経て、同名誉教授。不斉自己触媒反応（硤合反応）の発見者。2012年紫綬褒章受章。2023年瑞宝中綬章受章。広島県安芸郡府中町出身。

## 主な略歴
- 1969年 広島大学附属高等学校卒業
- 1974年 東京大学理学部化学科卒業
- 1976年 東京大学大学院理学研究科修士課程化学専攻修了
- 1979年 東京大学大学院理学研究科博士課程化学専攻修了(理学博士。指導教官は向山光昭)
- 1979年 日本学術振興会 奨励研究員
- 1979年 ノースカロライナ大学博士研究員（ - 1981年）
- 1981年 東京理科大学理学部応用化学科講師（ - 1986年）
- 1986年 東京理科大学助教授（ - 1991年）
- 1991年 東京理科大学教授
- 1995年 不斉自己触媒反応（硤合反応）の発見[3]
- 2012年　紫綬褒章受章[2]
- 2023年　瑞宝中綬章受章[2]

## 研究分野
有機化学 (不斉合成,不斉自己触媒,不斉の起源,不斉触媒,自己増殖,有機合成)
有機亜鉛化合物がアルデヒドに付加する反応は、適当な触媒により活性化され、多くの不斉反応も知られているが、その中でピリミジン-5-カルボアルデヒドに対するジイソプロピル亜鉛の付加反応が、生成物の2級アルコール自身に触媒される、すなわち自己触媒反応であることと、さらにその過程で非常に大きな不斉増幅が起こることを発見した。

## 主な所属学会
- Letters in Organic Chemistry
- モレキュラーキラリティーリサーチオーガニゼーション
- Current Organic Synthesis
- Mini-Reviews in Organic Chemistry
- モレキュラーキラリティー2007
- モレキュラーキラリティー2008
- モレキュラーキラリティー2009
- モレキュラーキラリティー2011
- モレキュラーキラリティーアジア2012
- Molecular Chirality Research Organizationなど

## 主な受賞
- 1988年 有機合成化学奨励賞
- 1990年 研究企画賞（有機合成化学協会）
- 2000年 井上学術賞
- 2000年 日本化学会学術賞
- 2002年 モレキュラーキラリティー賞
- 2002年 東京都科学技術功労賞
- 2003年 有機合成化学協会賞（有機合成化学協会）
- 2003年 The Medal of National Academy of Sciences, Letters and Arts Modena, ITALY
- 2005年 キラリティーメダル（イタリア化学会）
- 2006年 学校法人東京理科大学優秀研究者特別賞
- 2006年 Novartis Lecture
- 2007年 Tetrahedron: Asymmetry Most Cited Paper 2003-2006 Award
- 2007年 Tetrahedron: Asymmetry Most Cited Paper 2003-2006 Award
- 2007年 科学技術分野の文部科学大臣表彰　科学技術賞　研究部門
- 2007年 モレキュラーキラリティー2007最優秀ポスター賞
- 2009年 モレキュラーキラリティー2009最優秀ポスター賞
- 2009年 ポスター優秀賞
- 2009年 Best Poster Award. 6th Symposium on Chemical Approaches to Chirality
- 2011年 第63回日本化学会賞
- 2013年 Hot Paper: Angew. Chem. Int. Ed.
- 2014年 CSJ Journal Report Vol. 1 (2012-2014 First-quarter) Hot Article
- 2014年 The Chemical Record (TCR) Most Accessed Article
- 2014年 The Chemical Record (TCR) Most Accessed Article in a year
- 2015年 Chemical Communications誌の表紙に選定
- 2016年 Editor's Choice: Chemistry Letters
- 2016年 VIP and Front Cover: Angewandte Chemie International Edition
- 2016年 第57回東レ科学技術賞[6]
- 2023年 野依賞
- 2025年 - 日本学士院賞[7]

## 叙位・叙勲
- 2012年 紫綬褒章[8]
- 2015年 名誉博士号（パンノニア大学，ハンガリー）
- 2023年 瑞宝中綬章[9][10]

## 主な著作・編著・共著・監修
- Asymmetric Autocatalysis: Automultiplication; Amplification of Chirality and The Origin of Chiral Homogeneity of Organic Molecules in “My Favorite Organic Synthesis”、化学同人 2002年。
- 不斉自己増殖反応 in 先端化学シリーズ I、丸善 2003年。
- 不斉化学進化 in 実験科学講座19、丸善 2004年。
- 不斉増幅と不斉自己増殖反応 in キラル化学‐不斉合成、丸善 2005年。
- Asymetric Autocatalysis and Its Implications in the Origin of Chiral Homogeneity of Biomolecules in Asymmetric Synthesis -The Essentials、Wiley-VCH 2007年。など多数